# Eugenio Molinatti
Eugenio Molinatti (Torino, 24 gennaio 1997) è un giocatore di curling italiano.
Fa parte della Nazionale junior maschile di curling, avendo partecipato ai mondiali juniores svoltisi a Tallinn, in Estonia, nel 2015.